# Christoffer Faarup
Christoffer Faarup (født 28. december 1992 i Aarhus) er en dansk alpin skiløber. Han har blandt andet repræsenteret Danmark under vinter-OL 2014 i disciplinerne styrtløb, super-G og super kombineret. Christoffer Faarup er også udtaget til vinter-OL 2018 i samme tre discipliner.
Til verdensmesterskaberne i St. Moritz i 2017 fik han en 30. plads i styrtløb, en 27. plads i super G og en 26. plads i superkombineret.
Faarup flyttede til Norge i 2007 for at satse på skisporten. Han bor til daglig på Hafjell, Øyer i Norge. Han blev student i 2012 fra Norges Toppidrettsgymnas, Lillehammer.
Faarup er medlem af Hobro Skiklub og Lillehammer Skiklub. Faarup kører sammen med det svenske fartslandshold. Han repræsenterer Danmark i alle internationale konkurrencer.

## Karriere

### Olympiske lege
Karrierens første olympiske deltagelse var i 2014 Sotji i Rusland. Det endte med en 37. plads i styrtløb for danskeren.

### Verdensmesterskaber(WSC)
Faarup har deltaget i Verdensmesterskaberne i
- 2011 Garmisch Partenkirchen, Tyskland
- 2013 Schladming, Østrig
- 2015 Beaver Creek, USA
- 2017 St. Moritz, Schweiz

### Verdenscup(WC)
Faarup har deltaget i verdenscuppen i
- Kvitfjell, Norge
- Val Gardena, Italien
- Lake Louise, Canada

### Danmarksmesterskaber
Faarups resultater fra de officielle Danmarksmesterskaber
| Sæson   | Slalom(SL) | Stor Slalom(GS) | Super G(SG) | Kombination | Guld | Sølv | Bronze |
| ------- | ---------- | --------------- | ----------- | ----------- | ---- | ---- | ------ |
| 2010/11 | Guld       | Sølv            | Guld        | Guld        | 3    | 1    |        |
| 2011/12 | Guld       | Guld            | Sølv        | Guld        | 3    | 1    |        |
| 2012/13 | Guld       | Guld            | Guld        | Guld        | 4    |      |        |
| 2013/14 | DNF        | Guld            | Guld        | Guld        | 3    |      |        |
| 2014/15 | Guld       | Guld            | Guld        | N/A         | 3    |      |        |
| 2015/16 | Guld       | Guld            | Guld        | Guld        | 4    |      |        |
| 2016/17 | DNF        | Guld            | Guld        | Guld        | 3    |      |        |
| 2017/18 | Guld       | Guld            | Guld        | Guld        | 4    |      |        |
| SUM     |            |                 |             |             | 27   | 2    |        |

DNF: "Did not finish" (gennemførte ikke)
N/A: Not available (konkurrencen blev ikke afholdt)

### Bedste internationale resultater
| Årstal | Sted            | Begivenhed                | Disciplin       | Placering | FIS pointer |
| 2017   | St. Moritz, SUI | Verdensmesterskaber(WSC)  | Super G(SG)     | 27        | 36,18       |
| 2017   | St. Moritz, SUI | Verdensmesterskaber(WSC)  | Styrtløb(DH)    | 30        | 24,14       |
| 2017   | St. Moritz, SUI | Verdensmesterskaber(WSC)  | Kombination(SC) | 26        | 24,21       |
| 2017   | Sarntal, ITA    | Europa Cup                | Super G(SG)     | 11        | 16,15       |
| 2017   | Narvik, NO      | FIS-race                  | Styrtløb(DH)    | 2         | 15,10       |
| 2017   | Narvik, NO      | National Championship(NC) | Super G(SG)     | 3         | 19,34       |
| 2017   | Narvik, NO      | National Championship(NC) | Styrtløb(DH)    | 3         | 26,60       |
| 2017   | La Parva, CHI   | South America Cup(SAC)    | Styrtløb(DH)    | 7         | 16,13       |
| 2017   | La Parva, CHI   | South America Cup(SAC)    | Super G(SG)     | 4         | 11,32       |
| ------ | --------------- | ------------------------- | --------------- | --------- | ----------- |

## Priser

### 2011
- Paul Thranes Mindepokal

### 2012
- Den Nordjyske Idrætspris

### 2014
- Årets Sportspris fra Danmarks Skiforbund
- Paul Thranes Mindepokal